# 上哈兴
上哈兴（發音：[oːbɐˈhaxɪŋ] ⓘ）是德国巴伐利亚州上巴伐利亚行政区慕尼黑县的市镇，临近下哈兴，面积33.06平方千米，2023年12月31日人口为13,900人。